# Barbara Samulowska
Barbara Samulowska (imię zakonne Stanisława Samulowska; ur. 21 stycznia 1865 w Worytach, zm. 6 grudnia 1950 w  Gwatemali) – polska zakonnica, szarytka, misjonarka, Służebnica Boża Kościoła katolickiego oraz wizjonerka, świadek objawienia z 1877 Matki Bożej w Gietrzwałdzie, jedynym w Polsce uznanym przez Kościół rzymskokatolicki miejscu objawień maryjnych.

## Życiorys
Urodziła się w ubogiej, wielodzietnej i pobożnej rodzinie rolników Józefa i Karoliny z domu Barczewskiej jako najmłodsze ich dziecko (miała dwóch braci: Józefa i Jana). Następnego dnia (22 stycznia 1865) została ochrzczona w kościele Narodzenia NMP w Gietrzwałdzie, a rodzicami chrzestnymi byli jej krewni: Andrzej Barczewski i Gertruda Górska. Z lat dzieciństwa pozostał u ludzi, którzy ją widzieli, następujący jej obraz:

Mała Barbara biega ciągle jak kozaczek lub płocha sarenka. Twarzyczkę ma bardzo nieregularną, nosek zadarty, usta szerokie, z których wychodzą ciągłe dwa białe rzędy, niezupełnie drobnych ząbków. Oczy czarne i płoche, cera jeżeli nie spalona, to oliwkowa z natury, włosy ciemne. Barbara pewnie nie chodzi, tylko ciągle skacze, gdy ją chcesz zatrzymać, ledwie się obróci, ledwie posłucha, wyrwie się i ucieka dalej.

28 czerwca 1877 przystąpiła w Gietrzwałdzie do pierwszej komunii świętej. Dwa dni później na klonie obok kościoła objawiła się jej, a wcześniej jej krewnej Justynie Szafryńskiej Matka Boża, w postaci świetlistej, ubrana na biało, z długimi włosami, siedząca na złocistym tronie, udekorowanym perłami, która domagała się od wiernych najczęściej odmawiania różańca. Objawienia te trwały do 16 września 1877. Dziewczynki o wizjach powiadomiły proboszcza, ks. Augustyna Weichsla, a ten z kolei powiadomił biskupa warmińskiego Philippa Krementza, który powołał specjalne komisje do zbadania tego nadzwyczajnego wydarzenia. W sto lat później biskup warmiński Józef Drzazga, na mocy decyzji prymasa Polski i za pozwoleniem Stolicy Apostolskiej, specjalnym dekretem z 11 września 1977 zatwierdził kult objawień Matki Bożej w Gietrzwałdzie jako nie sprzeciwiający się wierze i moralności chrześcijańskiej, który został oparty na wiarygodnych faktach, mających charakter nadprzyrodzony.
Obie wizjonerki na życzenie Matki Bożej – jak same stwierdziły – wstąpiły później do Zgromadzenia Sióstr Miłosierdzia św. Wincentego à Paulo (szarytek). Początkowo skierowano je do zakładu sióstr szarytek im. św. Jana w Lidzbarku Warmińskim, a następnie do Chełmna nad Wisłą. Z początkiem 1878 umieszczono je w zakładzie św. Józefa w Pelplinie, kierowanym również przez szarytki, w celu zdobycia elementarnego wykształcenia. Mając 18 lat rozpoczęła postulat u szarytek w Chełmnie, a następnie na początku 1884 wyjechała do Paryża, gdzie 19 stycznia rozpoczęła nowicjat przy ulicy Rue du Bac 140, przy kaplicy Objawień Cudownego Medalika. Po rocznym pobycie w Seminarium Sióstr rozpoczęła pracę w żłobku przy ulicy Maré, opiekując się dziećmi.
2 lutego 1889 złożyła uroczyste śluby zakonne, przyjmując imię zakonne Stanisława. W 1895 została skierowana do pracy misyjnej w Gwatemali, w Ameryce Środkowej, gdzie w jej stolicy, również Gwatemali, została dyrektorką Seminarium (nowicjatu) jako wychowawczyni młodych Sióstr Miłosierdzia, przygotowując je do posługi w szpitalach i opieki nad ubogimi. Jedna z jej wychowanek tak o niej mówiła:

Była bardzo uprzejma, serdeczna, życzliwa. Nas postulantki nazywała zdrobniale „moje malutkie” jako dowód miłości siostry kochały ją bardzo. W jej dzień imienin w listopadzie wszyscy spieszyli z życzeniami, siostry, lekarze i cały personel. Umiała wysłuchać ubogich. Mówiono, że jak była dziewczynką to widziała Matkę Bożą, lecz ona nigdy nam o tym nie mówiła, nie wspominała. Kochała bardzo ubogich, bardzo często wyszukiwała najlepsze owoce i je im przekazywała, również przygotowywała paczki z odzieżą według wieku i wymiaru.

W 1907 ze względu na stan zdrowia została przeniesiona do miejscowości Antigua, gdzie posługiwała chorym w tamtejszym szpitalu. Dwa lata później udała się do Paryża na krótki odpoczynek, po którym wróciła do Antigui w Gwatemali, opiekując się ponadto ubogimi w mieście oraz przygotowując jako katechetka dzieci do Pierwszej Komunii świętej. W 1913 została tymczasowo skierowana do szpitala w Quetzaltenango, do pomocy chorej siostrze przełożonej Thonluc. Po powrocie do Antigui zachorowała na febrę tyfoidalną, ale po kuracji wyzdrowiała, powracając po latach jako przełożona do szpitala w stolicy Gwatemali. Przyczyniła się do wznowienia i ożywienia kultu Ukrzyżowanego Zbawiciela. W kaplicy szpitalnej znajdował się naturalnej wielkości wizerunek Chrystusa Ukrzyżowanego, czczony przez wiernych jako cudowny „Jezus Miłosierny”. W okresie tym, przełomu 1917 i 1918, stolicę Gwatemalę nawiedziły trzęsienia ziemi, po których organizowała pomoc dla poszkodowanych.
W 1923 odwiedziła ponownie Paryż, a następnie przybyła do Chełmna, skąd powróciła do Gwatemali, gdzie przez pewien czas była również kierowniczką sierocińca. Zmarła 6 grudnia 1950 w szpitalu w Gwatemali na skutek nowotworu złośliwego twarzy. Spoczywa na cmentarzu w stolicy kraju Gwatemali.

## Proces beatyfikacyjny
Z inicjatywy Polskiej Prowincji Zakonu Kanoników Regularnych Laterańskich, która sprawuje opiekę nad sanktuarium w Gietrzwałdzie, przekonanej o świątobliwości jej życia podjęto starania w celu wyniesienia jej na ołtarze. Stolica Apostolska, 22 września 2004 wydała zgodę tzw. nihil obstat na rozpoczęcie procesu jej beatyfikacji.
2 lutego 2005 rozpoczął się w Gietrzwałdzie, uroczystą mszą świętą sprawowaną przez abp. Edmunda Piszcza, proces w archidiecezji warmińskiej. Powołano trybunał diecezjalny, który przesłuchał 21 świadków w Polsce, Niemczech i w Gwatemali oraz komisję historyczną i teologiczną, a na postulatora procesu wyznaczono ks. Kazimierza Brzozowskiego CRL, kustosza sanktuarium w Gietrzwałdzie. Odtąd przysługuje jej tytuł Służebnicy Bożej. Po blisko dwuletnim okresie postępowania, 8 września 2006 w bazylice Narodzenia NMP w Gietrzwałdzie nastąpiło uroczyste zamknięcie przez abp. Wojciecha Ziembę procesu beatyfikacyjnego na szczeblu diecezjalnym, po czym akta procesu zostały przekazane Kongregacji Spraw Kanonizacyjnych w Rzymie. Obecnie (2019) postulatorem generalnym procesu jest o. Emilio Dunoyer CRL.
W 2024 archidiecezja warmińska zakończyła diecezjalny etap procesu o cud za jej wstawiennictwem.